# ヘンリー・メリヴェール
サー・ヘンリー・メリヴェール (Sir Henry Merrivale) は、カーター・ディクスン（ジョン・ディクスン・カーの別名義）作の推理小説に登場する架空の名探偵。イギリス人。
ヘンリー・メリヴェール卿は、カー名義によるギデオン・フェル博士と並ぶカー作品を代表する探偵である。通称H・M。初登場は『プレーグ・コートの殺人』。他の主な登場作品は 『白い僧院の殺人』『ユダの窓』『貴婦人として死す』など。

## 経歴
1871年2月6日、サセックス州グレート・ユーボロ近郊のクランリ・コートに生まれる。父は第8代准男爵ヘンリー・セント・ジョン・メリヴェール、母は牧師の娘でアグネス・ホノーリア・ゲイル（以上は、H・M本人の自叙伝による）。
第一次世界大戦中はイギリス陸軍省諜報部部長として活躍したが、終戦後は陸軍省の閑職に追いやられている。ただし、第二次世界大戦中には『かくして殺人へ』『九人と死で十人だ』で陸軍省情報部長として活躍している。医師と法廷弁護士の資格を持つ。
記録に残る最初の事件は、1930年9月6日に起きた『プレーグ・コートの殺人』で、以後数多くの難事件を解決する。

## 人物像
身長177センチメートル、体重100キログラムの巨体で、大きなはげ頭、小さい鋭い眼、鼈甲の眼鏡がずり落ちるほどの低い鼻、苦虫をかみつぶしたようにゆがんでいる口、丸い仏陀のような顔を持つ。「マイクロフト」のあだ名がある。
風雪にさらされて色も判然としないシルクハットと、虫の食った毛皮襟のロングコートを特別に大事にしている。戦闘的社会主義者で、三文小説を読みふけることと猥談を好み、口を開けば不平不満と辛辣な言葉を浴びせるが、実は人がよく心の優しい人物である。
扱う事件は密室殺人や人間消失などの不可能犯罪が大半を占める。初期作品には怪奇趣味に彩られた作品が見られるが、徐々にその傾向は薄れ、後期作品ではドタバタ喜劇的な要素が濃くなる。

## 登場作品
初登場は『プレーグ・コートの殺人』（1934年）。以後『騎士の盃』（1953年）まで22の長編、2つの短編に登場している。

### 長編
作品内の時間順に並べた。別題、原題、発行年については著書リストを参照のこと。
- 1930年9月ロンドン 『プレーグ・コートの殺人』
- 1931年12月サリー州 『白い僧院の殺人』
- 1932年3月[11]ロンドン 『赤後家の殺人』
- 1935年4月[12]グロスターシャー州 『青銅ランプの呪』
- 1935年5月フランス 『一角獣の殺人』
- 1935年7月ロンドン 『孔雀の羽根』
- 1936年3月ロンドン 『ユダの窓』
- 1936年6月[13]デヴォン州 『パンチとジュディ』
- 1937年4月ロンドン 『五つの箱の死』
- 1938年5月サリー州 『読者よ欺かるるなかれ』
- 1938年8月グロスターシャー州 『殺人者と恐喝者』
- 1938年9月サマセット州 『魔女が笑う夜』
- 1938年12月ケント州  『メッキの神像』
- 1939年9月ロンドン郊外パインハム[14] 『かくして殺人へ』
- 1940年1月大西洋航路 『九人と死で十人だ』
- 1940年7月デヴォン州 『貴婦人として死す』
- 1940年9月ロンドン 『爬虫類館の殺人』
- 1945年9月サフォーク州 『青ひげの花嫁』
- 1947年7月バークシャー州 『時計の中の骸骨』
- 1948年か1949年7月米国 『墓場貸します』
- 1950年4月モロッコ 『赤い鎧戸のかげで』
- 1951年6月サセックス州 『騎士の盃』

### 短編
- 1947年 「妖魔の森の家」 - 『妖魔の森の家』（創元推理文庫）[15]に所収。
- 1956年 「奇蹟を解く男」 - 『パリから来た紳士』（創元推理文庫）[15]に所収。

## 映像作品
映像作品では、イギリス人俳優デヴィッド・ホーン、イギリス人俳優マーティン・ワイルデック、イタリア人俳優アドルフォ・チェリの3人が、いずれもテレビドラマにおいてヘンリー・メリヴェール卿を演じている。
- ユダの窓 "The Judas Window" （イギリス 1964年）
監督：エドガー・レフォード　音楽：ジョン・アディソン
出演：デヴィッド・ホーン（ヘンリー・メリヴェール卿）、クリストファー・ギニー（ジミー・アンズウェル）、ローズマリー・ニコルズ（メアリー・ヒューム）、ピーター・メイデン（エイヴォリー・ヒューム）、アラン・ロウ（レジー・アンズウェル）、キャスリーン・パー（アメリア・ジョーダン）、ニール・ウィルスン（モットラム警部）、レウェリン・リーズ（ウォルター・ストーム）
- かくして殺人へ "And So to Murder" （イギリス 1969年）
監督：ダグラス・カムフィールド
出演：マーティン・ワイルデック（ヘンリー・メリヴェール卿）、スザンヌ・ニーヴ（モニカ・スタントン）、ウィリアム・ラッセル（ビル・カートライト）、ジーン・ハーヴェイ（フランシス・フラー）、ステファニー・ビッドミード（ティリー・パーソンズ）、ジョン・ベイリー（ハワード・フィスク）、バーナード・スピアー（トム・ハケット）、マックス・ベイコン（アーロンスン）
- ユダの窓 "L'occhio di Giuda" （イタリア 1982年）
監督：パオロ・ポエーティ　脚本：ウンベルト・チャペッティ
出演：アドルフォ・チェリ（ヘンリー・メリヴェール卿）、ジャンニ・ガルコ（ジェームズ・アンズウェル）、ダニエラ・ポッジ（メアリー・ヒューム）、ダニエレ・グリッジョ、カルロ・ヒンターマン、レナート・スカルパ、フルヴィオ・ミンゴッツィ